# Ozarba orthogramma
Ozarba orthogramma är en fjärilsart som beskrevs av George Francis Hampson 1914. Ozarba orthogramma ingår i släktet Ozarba och familjen nattflyn. Inga underarter finns listade i Catalogue of Life.